# Jarnatów
Jarnatów (niem. Arensdorf) – wieś w Polsce położona w województwie lubuskim, w powiecie sulęcińskim, w gminie Lubniewice.
W latach 1975–1998 miejscowość administracyjnie należała do województwa gorzowskiego. Około 1 km na północ od wsi znajduje się jezioro Miechowskie, w wielu źródłach występujące pod nazwą jezioro Jarnatowskie.

## Zabytki

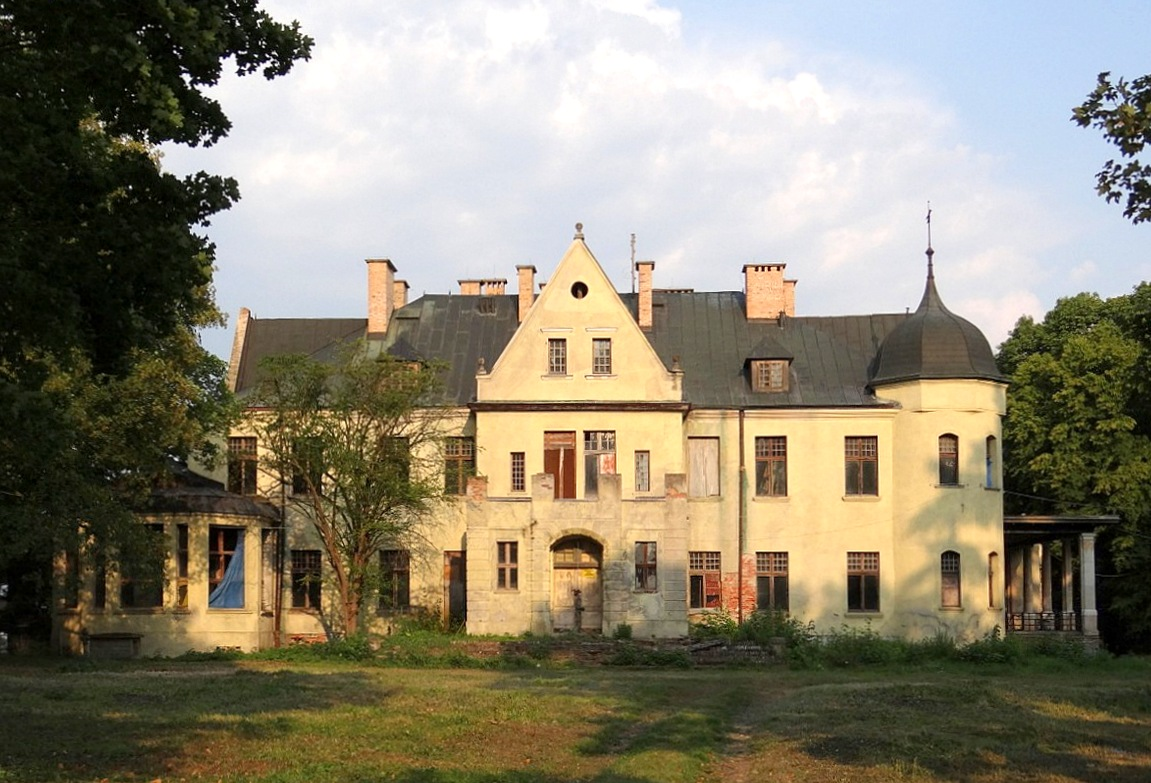
Pałac z drugiej połowy XVIII w.

Do wojewódzkiego rejestru zabytków wpisane są:
- kościół ewangelicki, obecnie rzymskokatolicki filialny pod wezwaniem MB Szkaplerznej, barokowy z 1710 roku, 1770 roku
- cmentarz katolicki, nowy
- zespół pałacowy, z XVIII-XX wieku:
  - pałac z XVII wieku
  - park
  - kordegarda
  - brama wjazdowa.